# Erhard Weigel
Erhard Weigel (1625-1699) là nhà toán học, nhà thiên văn học, nhà triết học người Đức. Ông là thầy giáo của Gottfried Wilhelm Leibniz trong khoảng thời gian mà Leibniz học tại Đại học Jena.